# Euro Express (Achterbahn)
Euro Express (chinesisch: 穿越欧洲) im Romon U-Park (Ningbo, Zhejiang, Volksrepublik China) ist eine Stahlachterbahn vom Modell Multi Inversion Coaster des Herstellers Intamin, die am 19. Juni 2015 eröffnet wurde.
Die 560 m lange Bahn erreicht eine Höhe von 29,7 m und verfügt über einen Outside-Top-Hat sowie über zwei Inversionen: einen Looping und einen Inline-Twist.

## Züge
Euro Express besitzt drei Züge mit jeweils zwei Wagen. In jedem Wagen können vier Personen (zwei Reihen à zwei Person) Platz nehmen. Die Fahrgäste müssen zwischen 1,4 m und 1,95 m groß sein und weniger als 80 kg wiegen, um mitfahren zu dürfen.